# Santiago Colombatto
Santiago Colombatto (Ucacha, 17 de enero de 1997) es un futbolista argentino que juega como centrocampista en el Real Oviedo de la Primera División de España.

## Trayectoria
Se Inició a los 4 años en Club Jorge Newbery de Ucacha y a los 10 arribó a Buenos Aires para sumarse a las inferiores de River Plate, donde empezó a formarse como un fino y elegante volante central. Ante el escaso lugar, probó suerte un año en la Séptima de Racing Club. Retornó a River y allí se quedó hasta los 17. A poco de llegar a Primera, el sueño se truncó por falta de continuidad y lugar en la pensión. 
Llegó a Italia de la mano de su amigo Ariel López y le presentaron a Iván Córdoba, que le consiguió una prueba en Cagliari a través de David Suazo.

### Cagliari Calcio
Tras quedar libre en River Plate se unió al  Cagliari en la temporada 2015-2016 representando al equipo primavera de dicha institución donde disputó 15 partidos por la liga juvenil dejando una muy buena imagen en los entrenadores de primera división.
Si bien aún no debutó en  Serie B (estuvo en el banco en varios partidos) Santiago si participó en la Copa Italia. Su debut como futbolista profesional fue el 3 de diciembre de 2015 por la cuarta ronda de dicho torneo ante  Sassuolo con victoria para  Cagliari 1-0 en condición de visitante con gol de Marco Sau. En ese partido disputó los 90 minutos.
Doce días después otra nueva eliminatoria por la Copa llevó al Cagliari a enfrentar al poderoso Inter de Milán en el  Giuseppe Meazza. 
Cagliari perdió 3-0 y tuvo 40 minutos en cancha a Santiago, que ingresó en el segundo tiempo por el colombiano Andrés Tello. Para Inter jugaron como titulares ese partido sus compatriotas Juan Pablo Carrizo y Rodrigo Palacio.
El sábado 13 de febrero, por la fecha número 26 de la Serie B, Santiago debuta oficialmente en el  Cagliari en la victoria de su equipo 3 a 1 ante el Latina arrancando desde el once inicial. Disputó 49 minutos del partido y fue reemplazado por Davide Di Gennaro.

#### A. C. Pisa
El 11 de julio de 2016 se hace oficial la cesión del futbolista desde el equipo sub-19 del Cagliari al A. C. Pisa, llegando a disputar tan solo 2 partidos en Copa Italia con los nerazzurri y rompiendo la cesión un mes después de su firma.

#### Trapani Calcio
El 31 de agosto de 2016, se unió al Trapani en  Serie B  para disputar la temporada 2016/17 acumulando muchos valiosos minutos con el conjunto siciliano.

#### A. C. Perugia Calcio
Una nueva cesión para la temporada 2017/18 lleva a Colombatto al Perugia, disputando la Serie B y jugando el Play-off de ascenso siendo titular en la gran mayoría de los partidos disputados en la liga regular.

#### Hellas Verona
El 16 de agosto de 2018, el jugador pone rumbo al Hellas Verona, participante de la Serie B, y el cual sería su última cesión en tierras italianas. Durante la temporada 2018/19, consigue el ascenso a Serie A siendo entrenador gran parte de la temporada por el exfutbolista Fabio Grosso.

### Sint-Truiden
El 31 de agosto de 2019, el argentino es traspasado al Sint-Truiden, de la Jupiter League belga, por una cifra cerca al millón de euros. Tras una buena primera temporada, el jugador saldría traspasado en enero de 2021, 17 meses después de aterrizar en tierras belgas.

### Club León
El 8 de enero de 2021 se hace oficial su llegada al Club León de la Primera División de México, su trato venía con seis meses de préstamo con opción a compra que fue finalmente ejecutada por parte del club mexicano por una cifra cerca a los 800 mil euros.

#### F. C. Famalicão
El 2 de agosto de 2022, el jugador es cedido por el Club León al F. C. Famalicão con el que disputaría la Primeira Liga de Portugal cosechando muy buenas actuaciones durante la campaña 2022/23 y cumpliendo así su deseo de volver al futbol europeo.

#### Real Oviedo
El 25 de agosto de 2023, el Real Oviedo hace oficial la llegada en forma de cesión del centrocampista procedente del Club León, con el cual comparte propiedad, para jugar en la Segunda División de España. El 30 de junio de 2024, el conjunto carbayón anunciaba en su web oficial la continuidad del jugador en calidad de cedido

## Selección nacional

### Categorías inferiores

#### Categoría sub-20
En abril de 2017 Colombatto es incluido en el listado de los 21 futbolistas que viajaron a Corea del Sur para el Mundial Sub-20 con Argentina, donde jugó 3 partidos.

##### Participaciones
| Competición                 | Sede          | Resultado      | Partidos | Goles |
| --------------------------- | ------------- | -------------- | -------- | ----- |
| Copa Mundial Sub-20 de 2017 | Corea del Sur | Fase de grupos | 3        | 0     |
| Total                       | Total         | Total          | 3        | 0     |

#### Selección olímpica
Fue confirmado en la lista de 22 preseleccionados para disputar los Juegos Panamericanos de Lima 2019, con la selección olímpica. Durante dicho torneo, fue titular en todos los partidos con la selección que consiguió su primera medalla dorada tras 16 años sin coronaciones en el torneo, luego de vencer a Honduras en la final.

##### Participaciones
| Competición                    | Sede  | Resultado      | Partidos | Goles |
| ------------------------------ | ----- | -------------- | -------- | ----- |
| Juegos Panamericanos Lima 2019 | Perú  | Medalla de oro | 5        | 0     |
| Total                          | Total | Total          | 5        | 0     |

#### Participaciones en Juegos Olímpicos
| Torneo                | Sede  | Resultado      | Partidos | Goles |
| --------------------- | ----- | -------------- | -------- | ----- |
| Juegos Olímpicos 2020 | Tokio | Fase de grupos | 1        | 0     |

## Clubes
Actualizado al último partido disputado el 24 de junio de 2024.

### Estadísticas[9]
| Club                          | Div.          | Temporada     | Liga  | Liga  | Copas nacionales | Copas nacionales | Copas internacionales | Copas internacionales | Total | Total |
| Club                          | Div.          | Temporada     | Part. | Goles | Part.            | Goles            | Part.                 | Goles                 | Part. | Goles |
| ----------------------------- | ------------- | ------------- | ----- | ----- | ---------------- | ---------------- | --------------------- | --------------------- | ----- | ----- |
| Cagliari Calcio · Italia      | 2.ª           | 2015-16       | 5     | 0     | 2                | 0                | ―                     | ―                     | 7     | 0     |
| Cagliari Calcio · Italia      | Total club    | Total club    | 5     | 0     | 2                | 0                | 0                     | 0                     | 7     | 0     |
| Pisa S. C. · Italia           | 2.ª           | 2016-17       | 0     | 0     | 2                | 0                | ―                     | ―                     | 2     | 0     |
| Pisa S. C. · Italia           | Total club    | Total club    | 0     | 0     | 2                | 0                | 0                     | 0                     | 2     | 0     |
| Trapani Calcio · Italia       | 2.ª           | 2016-17       | 30    | 0     | 0                | 0                | ―                     | ―                     | 30    | 0     |
| Trapani Calcio · Italia       | Total club    | Total club    | 30    | 0     | 0                | 0                | 0                     | 0                     | 30    | 0     |
| A. C. Perugia Calcio · Italia | 2.ª           | 2017-18       | 35    | 1     | 2                | 0                | ―                     | ―                     | 37    | 1     |
| A. C. Perugia Calcio · Italia | Total club    | Total club    | 35    | 1     | 2                | 0                | 0                     | 0                     | 37    | 1     |
| Hellas Verona F. C. · Italia  | 2.ª           | 2018-19       | 26    | 1     | 0                | 0                | ―                     | ―                     | 26    | 1     |
| Hellas Verona F. C. · Italia  | Total club    | Total club    | 26    | 1     | 0                | 0                | 0                     | 0                     | 26    | 1     |
| Sint-Truidense · Bélgica      | 1.ª           | 2019-20       | 19    | 0     | 1                | 0                | ―                     | ―                     | 20    | 0     |
| Sint-Truidense · Bélgica      | 1.ª           | 2020-21       | 11    | 0     | 0                | 0                | ―                     | ―                     | 11    | 0     |
| Sint-Truidense · Bélgica      | Total club    | Total club    | 30    | 0     | 1                | 0                | 0                     | 0                     | 31    | 0     |
| Club León · México            | 1.ª           | 2020-21       | 10    | 1     | 0                | 0                | 5                     | 2                     | 15    | 3     |
| Club León · México            | 1.ª           | 2021-22       | 32    | 3     | 0                | 0                | 3                     | 0                     | 35    | 3     |
| Club León · México            | Total club    | Total club    | 42    | 4     | 0                | 0                | 8                     | 2                     | 50    | 6     |
| F. C. Famalicão Portugal      | 1.ª           | 2022-23       | 33    | 3     | 10               | 2                | ―                     | ―                     | 43    | 5     |
| F. C. Famalicão Portugal      | Total club    | Total club    | 33    | 3     | 10               | 2                | 0                     | 0                     | 43    | 5     |
| Real Oviedo · España          | 2.ª           | 2023-24       | 41    | 3     | 2                | 0                | ―                     | ―                     | 43    | 3     |
| Real Oviedo · España          | 2.ª           | 2024-25       | 43    | 4     | -                | -                | ―                     | ―                     | 43    | 4     |
| Real Oviedo · España          | Total club    | Total club    | 84    | 7     | 2                | 0                | 0                     | 0                     | 86    | 7     |
| Total carrera                 | Total carrera | Total carrera | 289   | 16    | 19               | 2                | 8                     | 2                     | 316   | 20    |

## Palmarés

### Campeonatos nacionales
| Título  | Club            | País   | Año     |
| ------- | --------------- | ------ | ------- |
| Serie B | Cagliari Calcio | Italia | 2015-16 |

### Campeonatos internacionales
| Título               | Club             | Sede | Año  |
| -------------------- | ---------------- | ---- | ---- |
| Juegos Panamericanos | Argentina sub-23 | Lima | 2019 |